# فرودگاه ابنسبورگ
فرودگاه ابنسبورگ (به انگلیسی: Ebensburg Airport) یک فرودگاه همگانی است که یک باند فرود آسفالت دارد و طول باند آن ۹۷۷ متر است. این فرودگاه در کشور ایالات متحده آمریکا قرار دارد و در ارتفاع ۶۳۹ متری از سطح دریا واقع شده است.